# 亞庫什夫
51°41′29″N 24°36′20″E / 51.69139°N 24.60556°E
亞庫什夫（烏克蘭語：Якушів），是烏克蘭的村落，位於該國西部沃倫州，由科韋利區負責管轄，面積1.65平方公里，海拔高度153米，2001年人口531，人口密度每平方公里321.82人。